# 擬色
擬色・偽色（ぎしょく、英: False color）は、デジタルカメラの撮影画像に生じる場合がある、（撮影対象には存在しないものの）誤った色としてカラーフィルタに認識されてしまった色のこと。この色が原因でモアレが発生してしまうこともある。
ただし、フォトマスター検定ではレンズに起因した色収差やパープルフリンジも偽色と表記され、アナログフィルムカメラでも発生するとされていることがあるので注意が必要である。

## False color
なお、英語におけるFalse colorはTrue colorに対する語として、赤外線写真などに後から着色（レタッチ）すること（False Color Infrared Photography）を、主に指している。

勾配 (ベクトル解析)
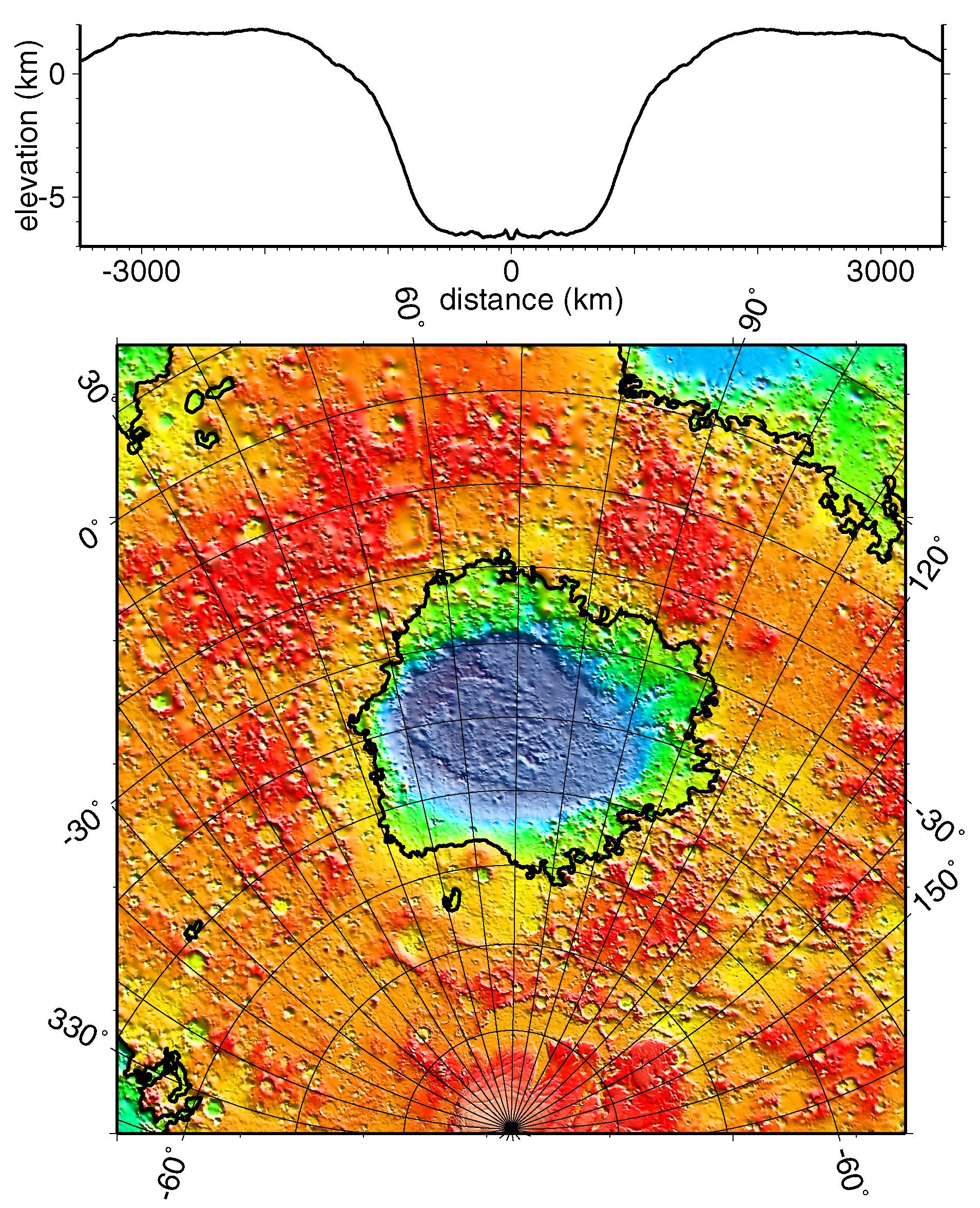
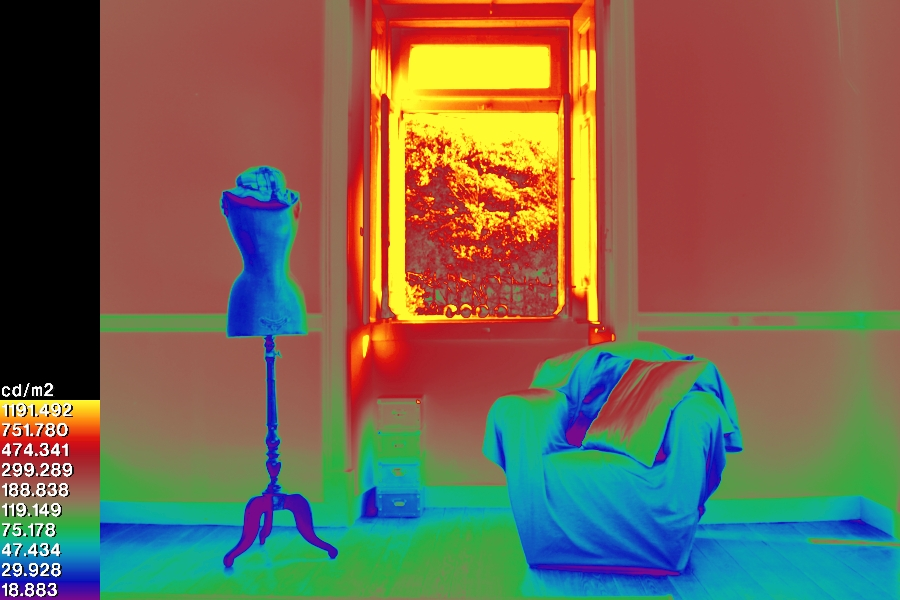
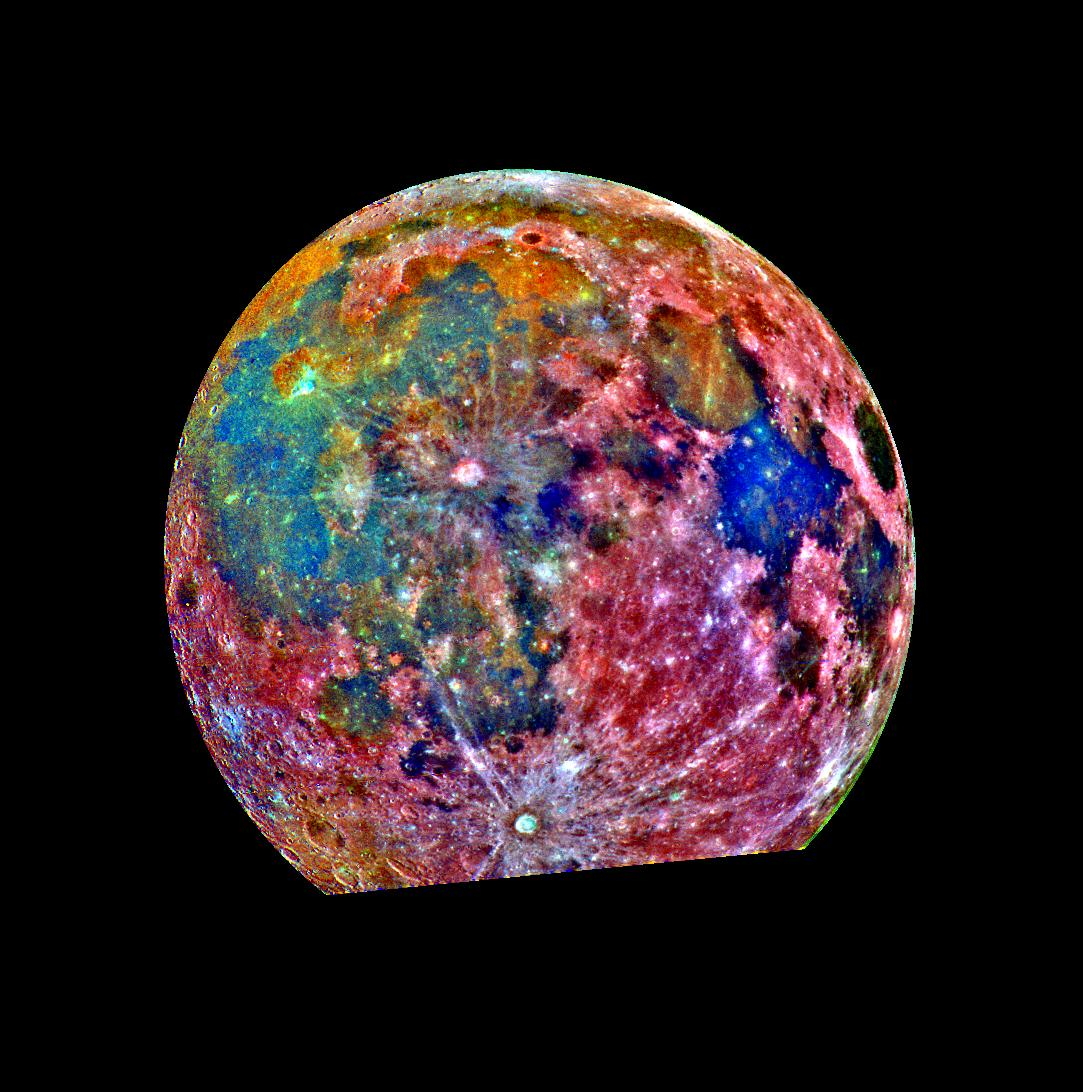
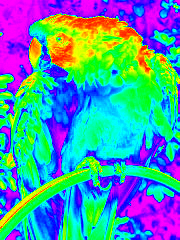
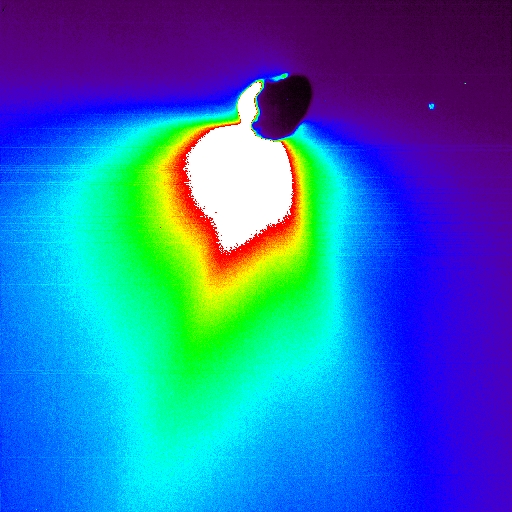